# 二里頭遺跡

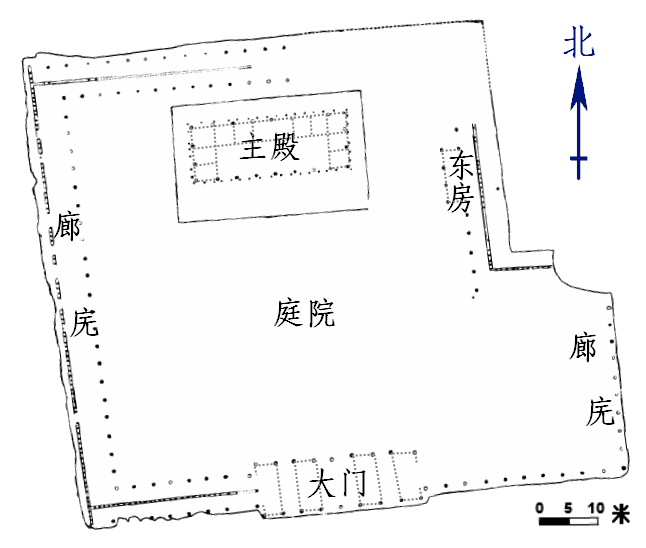
二里頭遺跡1号宮殿の基壇図

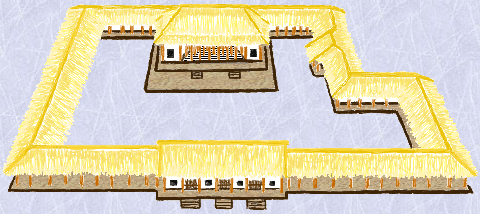
1号宮殿の復元図

二里頭遺跡（にりとういせき、二里头遗址、拼音: èrlǐtóu yízhǐ、アーリィトウ・イージィ）は、中国の河南省洛陽市偃師区翟鎮二里頭村で発見された新石器時代末期から青銅器時代にかけての都市・宮殿遺跡である。1988年に全国重点文物保護単位に指定された。

## 概要
1959年に発見されて以来発掘や研究が進められている。1960年には規模の大きな宮殿の基壇が発見されており、中国初期王朝時代に属する最古の宮殿建築とされている。二里頭遺跡は紀元前1800年から紀元前1500年頃の遺跡と見られ、中国の史書の夏の時期に相当するため、中国ではこの遺跡は夏王朝の都の一つと考えられている。しかし都城・城壁の跡は発見されていない。また文字資料は出土していない。
これまで発掘された二里頭遺跡は4期に分けられている。1期および2期からは石器や陶器を作る工房が発見され、その基調は農村文化である。3期と4期からは青銅器工房と宮殿が発見された。宮殿の遺跡は2つあり、一号宮殿址は南北100m、東西108mの方形の基壇の上に建てられ周囲には塀などが発見された。そのすぐ近くにある二号宮殿址は東西58m、南北73mの基壇が発見され、その北に大きな墳墓があるため、祭祀のための施設とも考えられる。近年はさらに大きな都市や道路の遺跡も発見されている。
中国の考古学界には二里頭遺跡がどの王朝の遺跡であったかに関して様々な推論がある。ひとつは1期から4期までの時期から夏朝の文物が出土していると見てこれを夏王朝の都とみる説であり、また1期と2期からは夏朝の文物が、3期と4期からは殷の文物が出土しているとして、大きな宮殿は殷の初期のものであると見る説である。
二里頭遺跡から約6km東には殷初期の大規模な都城遺跡が見つかっている（偃師商城、Yanshi-Shangcheng）。